# Lejeuneaceae
Lejeuneaceae là một họ rêu trong bộ Jungermanniales.

## Chi
| - Acanthocoleus - Acantholejeunea - Acrolejeunea - Amphilejeunea - Anoplolejeunea - Aphanolejeunea - Aphanotropis - Archilejeunea - Aureolejeunea - Austrolejeunea - Blepharolejeunea - Brachiolejeunea - Bromeliophila - Bryopteris - Calatholejeunea - Capillolejeunea - Caudalejeunea - Cephalantholejeunea - Cephalolejeunea - Ceratolejeunea - Cheilolejeunea - Cladolejeunea - Cololejeunea - Colura - Crossotolejeunea - Cyclolejeunea - Cyrtolejeunea - Cystolejeunea - Dactylolejeunea - Dactylophorella - Dendrolejeunea - Dicladolejeunea | - Dicranolejeunea - Diplasiolejeunea - Drepanolejeunea - Echinocolea - Echinolejeunea - Evansiolejeunea - Frullanoides - Fulfordianthus - Haplolejeunea - Harpalejeunea - Hattoriolejeunea - Kymatolejeunea - Leiolejeunea - Lejeunea - Lepidolejeunea - Leptolejeunea - Leucolejeunea - Lindigianthus - Lopholejeunea - Luteolejeunea - Macrocolura - Macrolejeunea - Marchesinia - Mastigolejeunea - Metalejeunea - Metzgeriopsis - Microlejeunea - Myriocolea - Myriocoleopsis - Nephelolejeunea | - Neurolejeunea - Nipponolejeunea - Odontolejeunea - Omphalanthus - Oryzolejeunea - Otolejeunea - Phaeolejeunea - Physantholejeunea - Pictolejeunea - Pluvianthus - Potamolejeunea - Prionolejeunea - Ptychanthus - Pycnolejeunea - Rectolejeunea - Rhaphidolejeunea - Schiffneriolejeunea - Schusterolejeunea - Siphonolejeunea - Sphaerolejeunea - Spruceanthus - Stenolejeunea - Stictolejeunea - Symbiezidium - Taxilejeunea - Thysananthus - Trachylejeunea - Trocholejeunea - Tuyamaella - Tuzibeanthus - Verdoornianthus - Vitalianthus |